# Kleinliebringen
Kleinliebringen is een  dorp in de Duitse gemeente Stadtilm in het Ilm-Kreis in Thüringen. Het dorp wordt voor het eerst vermeld in een oorkonde uit 1253.

## Geschiedenis
Het dorp werd in 1974 samengevoegd met Großliebringen. Deze fusiegemeente ging in 1996 op in de toen gevormde gemeente Ilmtal, die op 6 juli 2018 opging in de gemeente Stadtilm.